# Charlotte Béquignon-Lagarde
Pour les articles homonymes, voir Lagarde.
Charlotte Béquignon-Lagarde, née le 8 octobre 1900 à Lille et morte le 2 avril 1993 à Veyrier-du-Lac, est une juriste et magistrate française.
Elle est la première femme à accéder à la magistrature en France.

## Biographie
Charlotte Béquignon est la petite-fille de professeur et fille d'un inspecteur de l'académie de Caen. Après son baccalauréat, Charlotte Béquignon-Lagarde s'inscrit à la faculté de droit de l'université de Caen, où elle obtient sa licence en 1922. Elle poursuit ses études de droit privé et soutient sa thèse sur « La dette de monnaie étrangère » en 1925.
Elle enseigne le droit à Rennes de 1928 à 1944, période au cours de laquelle elle est la première femme à obtenir l'agrégation de droit privé, à 31 ans.
Le 11 avril 1946, une loi est votée, qui dispose que « tout Français, de l’un et l’autre sexe, peut accéder à la magistrature ». Charlotte Béquignon-Lagarde est intégrée à la magistrature par décret en date du 10 octobre 1946 en vertu d'une disposition permettant de nommer un professeur des universités au sein de la Cour de cassation. Elle y est affectée à la chambre sociale. Elle devient à cette occasion la première femme magistrate en France.
En 1946, elle est faite officier de l'Instruction publique, en 1948, elle devient chevalier de la Légion d'honneur et en 1949, elle obtient une distinction honorifique du Smith College. 
Elle est également membre du Tribunal des conflits à partir de 1959, puis vice-présidente de cette juridiction jusqu’en 1965.
Elle meurt le 2 avril 1993.

## Distinctions
- Officier de l'ordre des Palmes académiques (1946)
- Chevalier de la Légion d'honneur (1948)

## Hommage
Une rue de Saint-Malo prend son nom.
Depuis le 4 décembre 2018, la salle d’audience de la première chambre civile du tribunal judiciaire de Paris porte son nom,.
Une salle de cours, également appelée RJ03, dans les bâtiments du campus Lourcine de l'université Paris-I Panthéon Sorbonne, porte également son nom.

## Historiographie
La magistrate Gwenola Joly-Coz, membre fondatrice de l'association Femmes de justice, a dressé le portrait de cette pionnière dans le cadre de ses travaux sur l'histoire des femmes dans la magistrature. Elle cite un article de la sociologue Anne Boigeol qui nomme pour la première fois Charlotte Béquignon-Lagarde.